# Drijen (Kakanj, BiH)
Drijen je naseljeno mjesto u općini Kakanj, Federacija Bosne i Hercegovine, BiH.

## Stanovništvo

### 1991.
Nacionalni sastav stanovništva 1991. godine, bio je sljedeći:
ukupno: 106
- Muslimani – 105
- ostali, neopredijeljeni i nepoznato – 1

### 2013.
Nacionalni sastav stanovništva 2013. godine, bio je sljedeći:
ukupno: 93
- Bošnjaci – 91
- ostali, neopredijeljeni i nepoznato – 2